# Янгиарыкский район
Янгиарыкский район (узб. Yangiariq tumani / Янгиариқ тумани) — административная единица в Хорезмской области Узбекистана. Административный центр — городской посёлок Янгиарык.
Население — 117 200 человек в 2021.

## История
Янгиарыкский район был образован в 1930-е годы. В 1938 году он вошёл в состав Хорезмской области. 4 марта 1959 года к Янгиарыкскому району была присоединена часть территории упразднённого Багатского района.

## Административно-территориальное деление
По состоянию на 1 января 2011 года, в состав района входят:
- 6 городских посёлков

1. Кушлок,
2. Машиначилик,
3. Обод,
4. Собурзан,
5. Сувган,
6. Янгиарык.

- 8 сельских сходов граждан

1. Гулланбаг,
2. Гулобод,
3. Кармиш,
4. Каттабаг,
5. Куриктам,
6. Остона,
7. Таган,
8. Чикирчи.